# Lilien-Rundweg
Der Lilien-Rundweg ist ein rund 17 Kilometer langer Rundwanderweg in Rehfelde, einer Gemeinde im Landkreis Märkisch-Oderland in Brandenburg. Er verbindet vier Feldsteinkirchen, die im 13. Jahrhundert von den Zisterziensermönchen aus dem Kloster Zinna angelegt wurden.

## Geschichtlicher Hintergrund und Entstehung
Das Gebiet um die Gemeinde Rehfelde war zum Anfang des 13. Jahrhunderts von Slawen besiedelt. Die Wettiner drängten sie nach und nach zurück und errichten Dörfer und Städte, um ihre Macht zu festigen. So entstanden Orte wie Rehfelde, aber auch einst selbstständige Ortschaften wie Zinndorf oder Werder. Um 1230 schenkte der Markgraf Heinrich III. dem Kloster Zinna bei Jüterbog einige dieser Dörfer, die daraufhin aus Feldsteinen Dorfkirchen errichteten. Die Mönche führten als Wappenbild eine weiße Lilie, die an die Verkündigung des Herrn erinnern sollte.
Anlässlich des 1000-jährigen Jubiläums der Christianisierung der Region eröffnete die Gemeinde Rehfelde im Jahr 2005 einen Rundweg, der an drei dieser Kirchen vorbeiführt. Mit der Bezeichnung Lilien-Rundweg wollte die Gemeinde eine Verknüpfung zum Wirken der Mönche herstellen.

## Verlauf
Die Gemeinde gibt als offiziellen Ausgangspunkt für den Rundweg den Bahnhof Rehfelde an. Von dort führt der Weg in nordöstlicher Richtung die Bahnhofstraße hinauf, die in die Rehfelder Straße übergeht. An der Kreuzung zweigt der Weg in östlicher Richtung zur Gladowshöher Straße über den Jakobsweg nach Garzau ab. Im dortigen Schlosspark befindet sich die Pyramide Garzau, die größte Feldsteinpyramide Deutschlands. In Garzau wird weiterhin die Dorfkirche Garzau erreicht. Der Rundweg wird in südlicher Richtung auf dem Garzauer Weg fortgesetzt, der die Bahnstrecke Berlin–Kostrzyn kreuzt und in Werder an der Dorfkirche Werder seinen nächsten Anlaufpunkt erreicht. Im Kirchhof des Bauwerks ist die Lilie der Zisterzienser mit Buchsbäumen nachgebildet. Südlich des Dorfes verläuft der Rundweg auf dem Zinndorfer Stege in südwestlicher Richtung bis nach Zinndorf. Hier befindet sich die Sankt-Annen-Kirche. Verlässt man den Ort in südlicher Richtung, so zweigt der Rundweg hinter dem Ortsausgang in westlicher Richtung ab. Dort durchquert er auf dem Zinndorfer Weg das Landschaftsschutzgebiet Lichtenower Mühlenfließ. In Rehfelde-Dorf zweigt der Weg in nördlicher Richtung auf der Lagerstraße ab und erreicht die Kirche Rehfelde. Hinter dem Dorfanger verläuft der Rundweg in östlicher Richtung über die Felder, zweigt dann in nördlicher Richtung ab und erreicht den Klumsberg. Er quert die Rehfelder Chaussee, um an der Ahornallee in östlicher Richtung folgend wieder in Rehfelde anzukommen. Am Ende der Straße zweigt diese in nordöstlicher Richtung in die Bahnhofstraße ein und erreicht nach dem erneuten Überqueren der Gleise den Bahnhof Rehfelde.

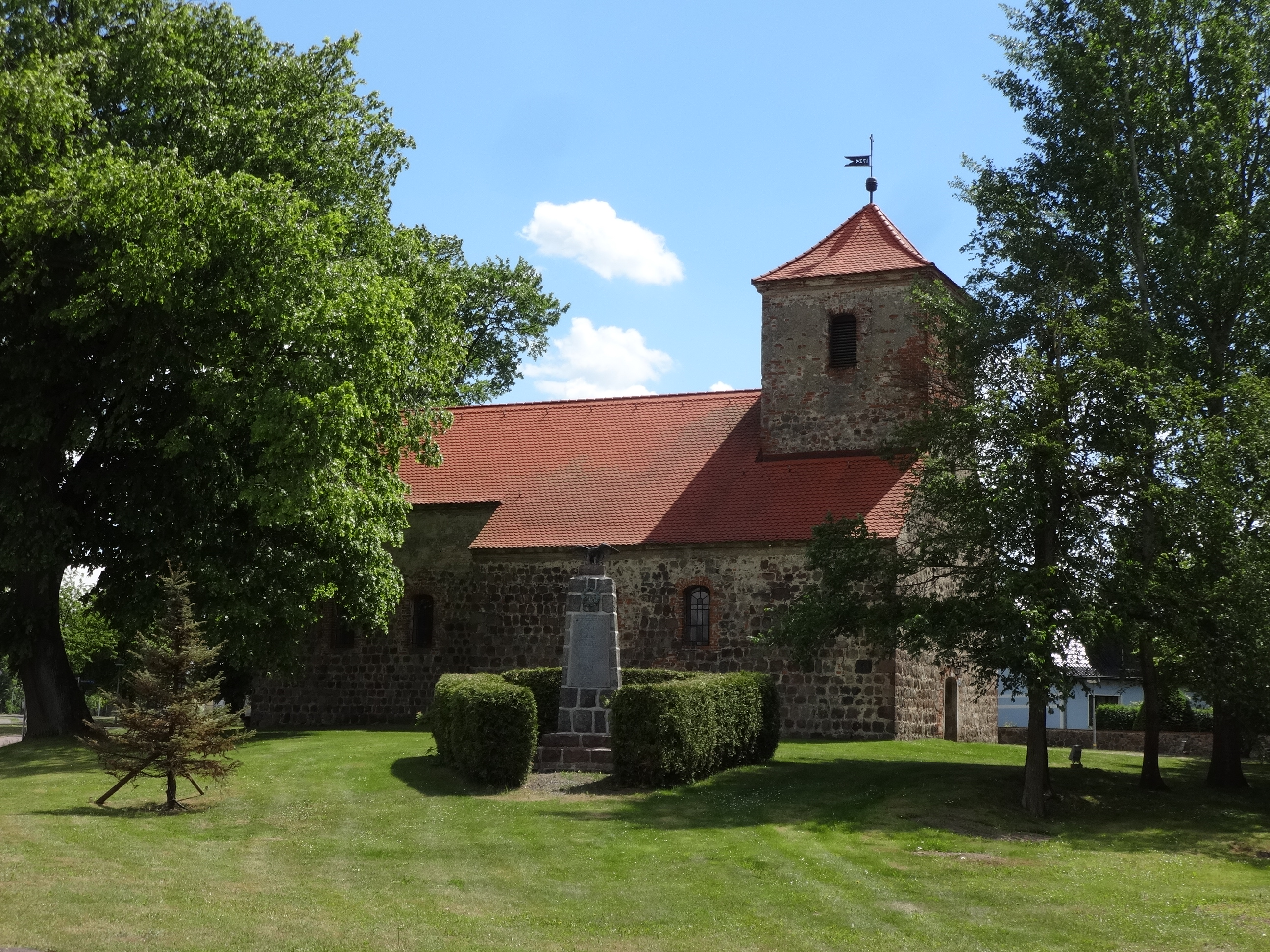
Dorfkirche Garzau
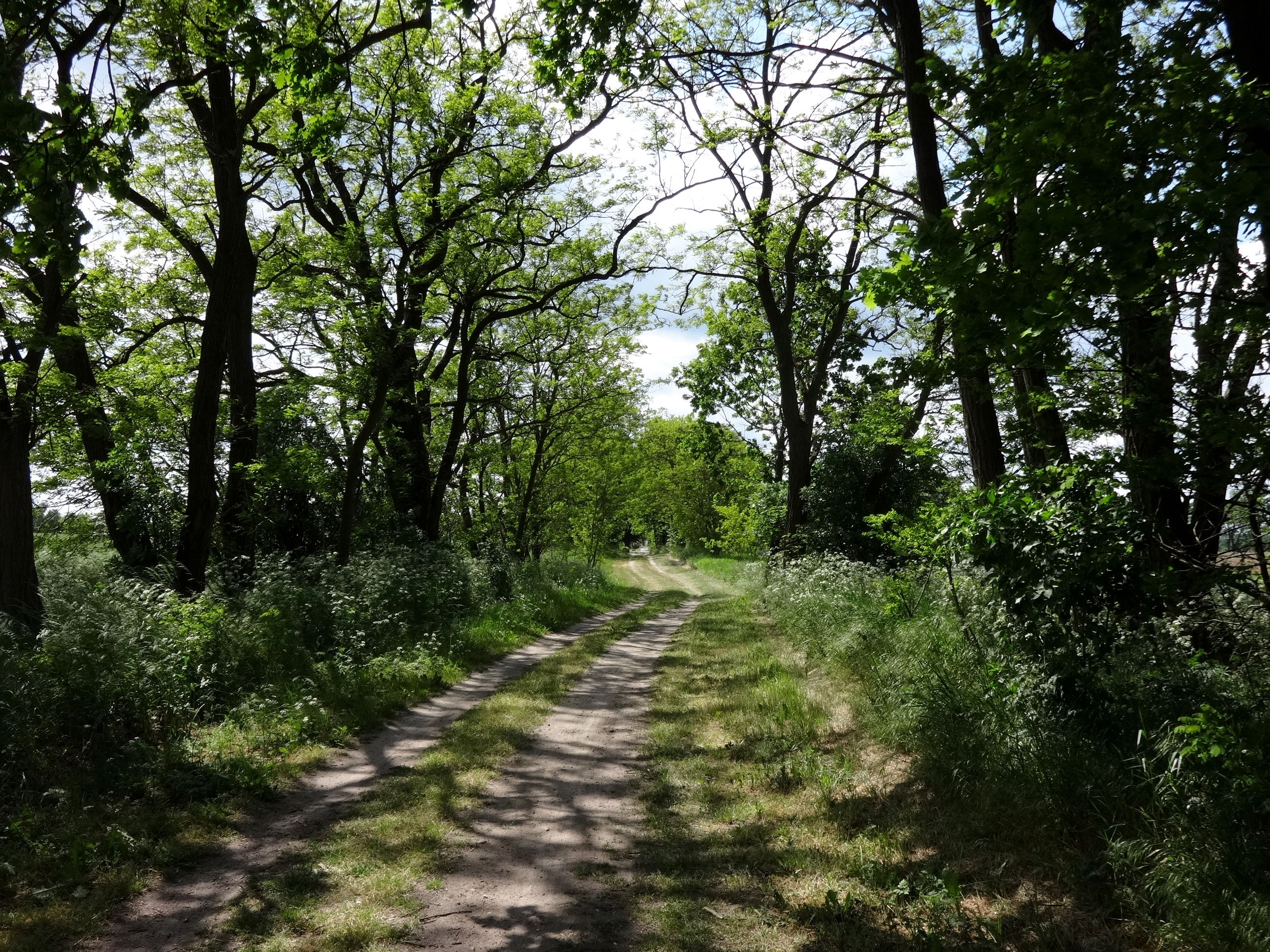
Weg von Werder nach Garzau
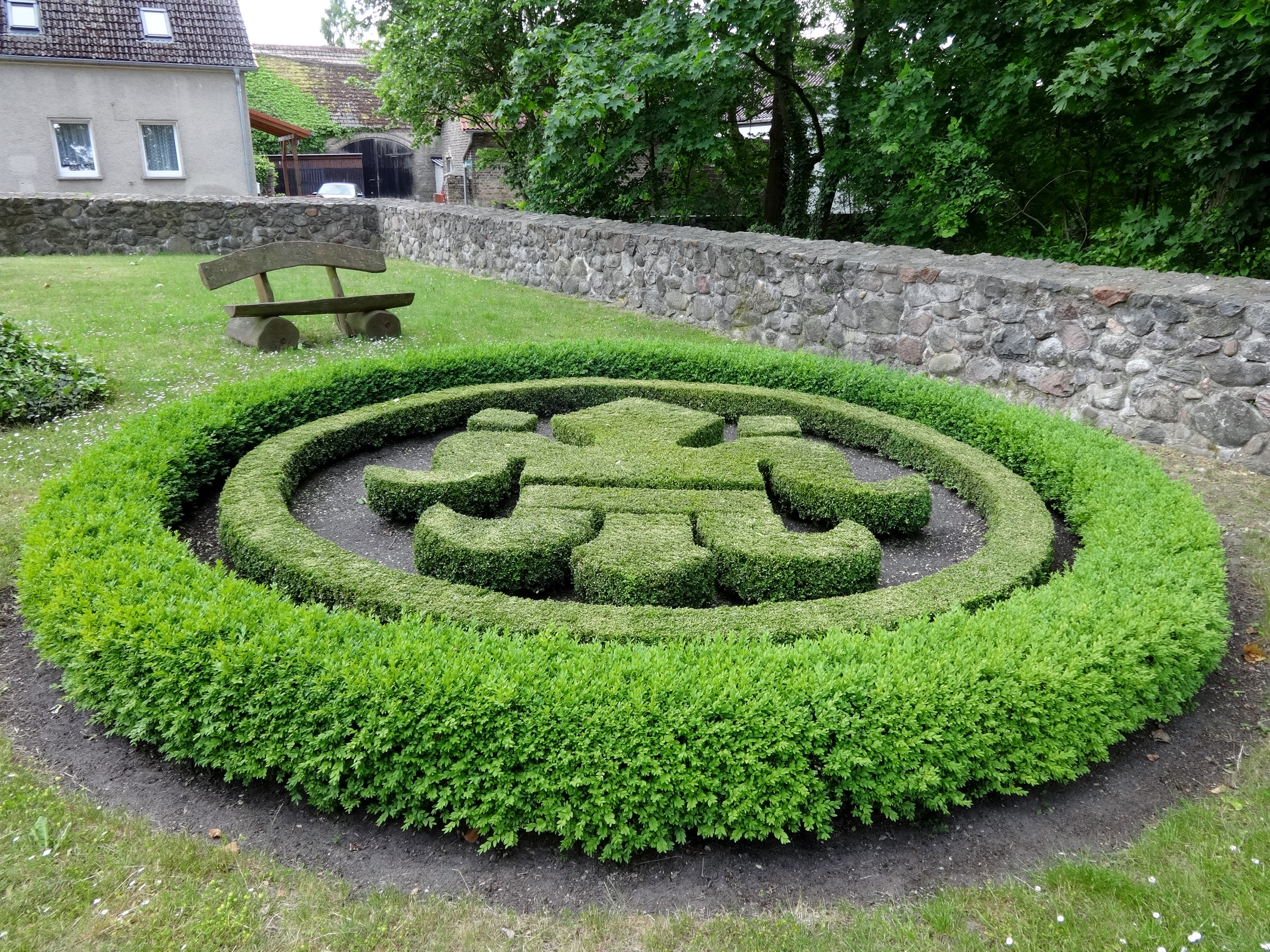
Kirchhof in Werder
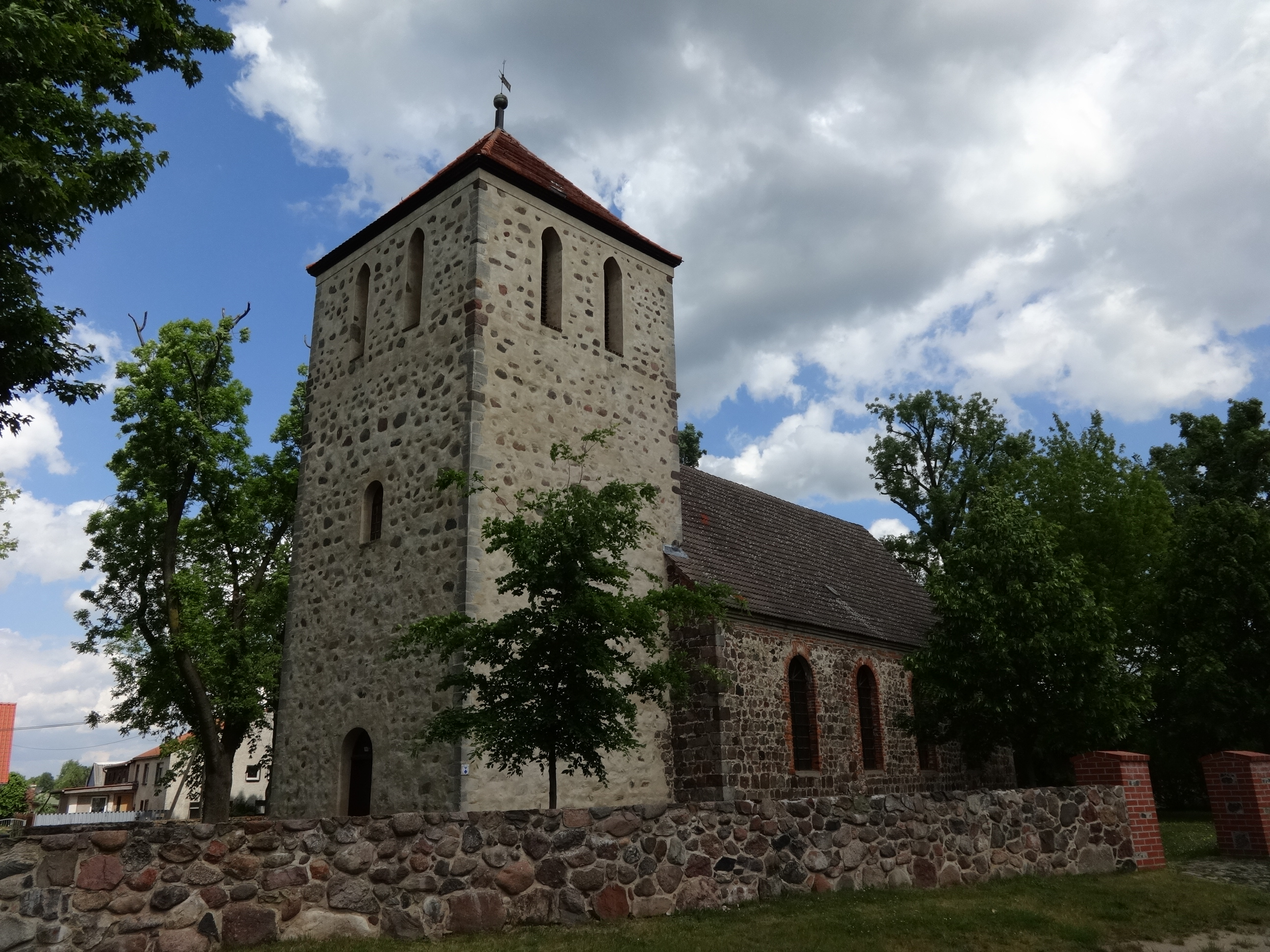
Dorfkirche Werder
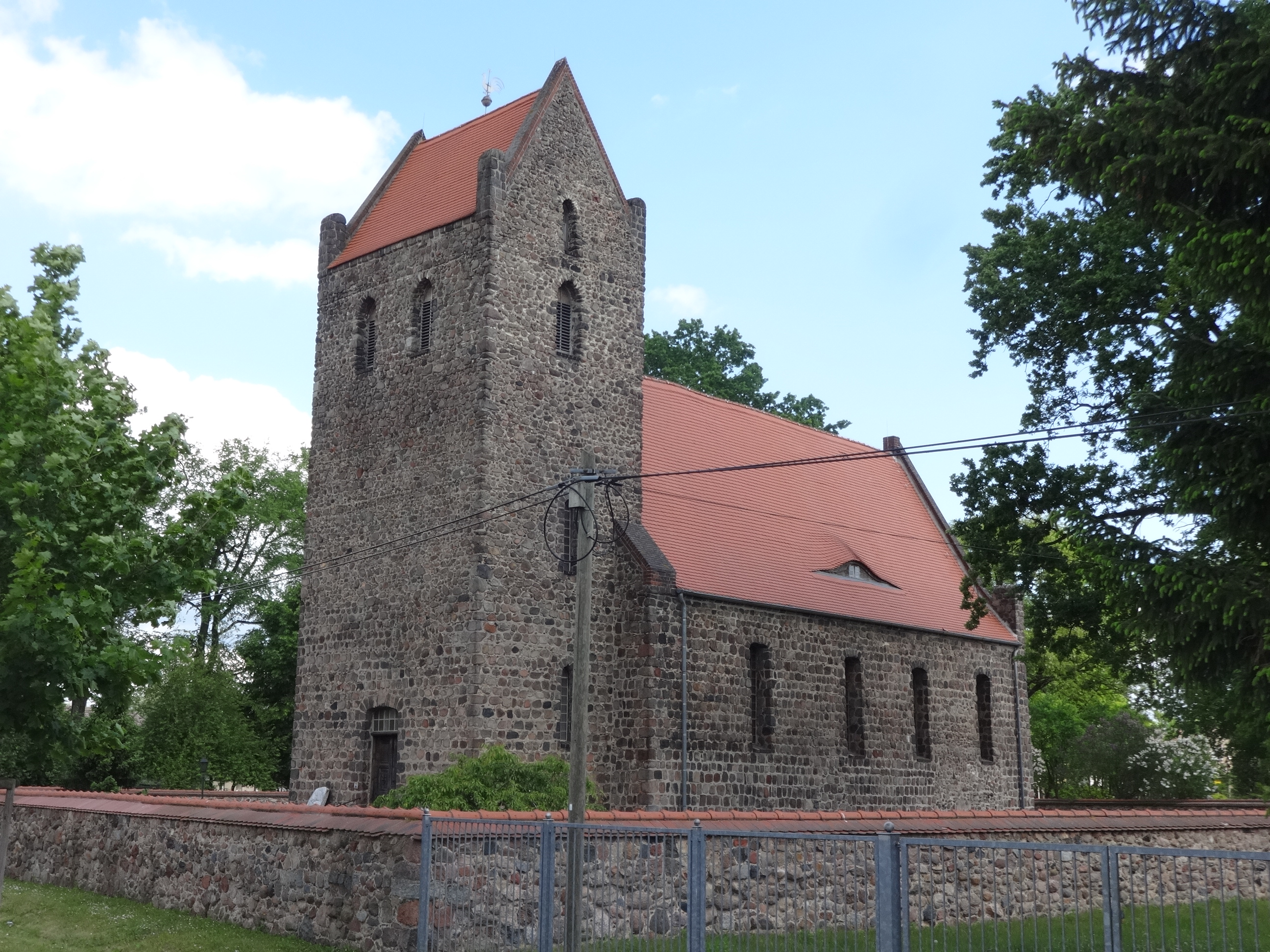
Sankt-Annen-Kirche in Zinndorf
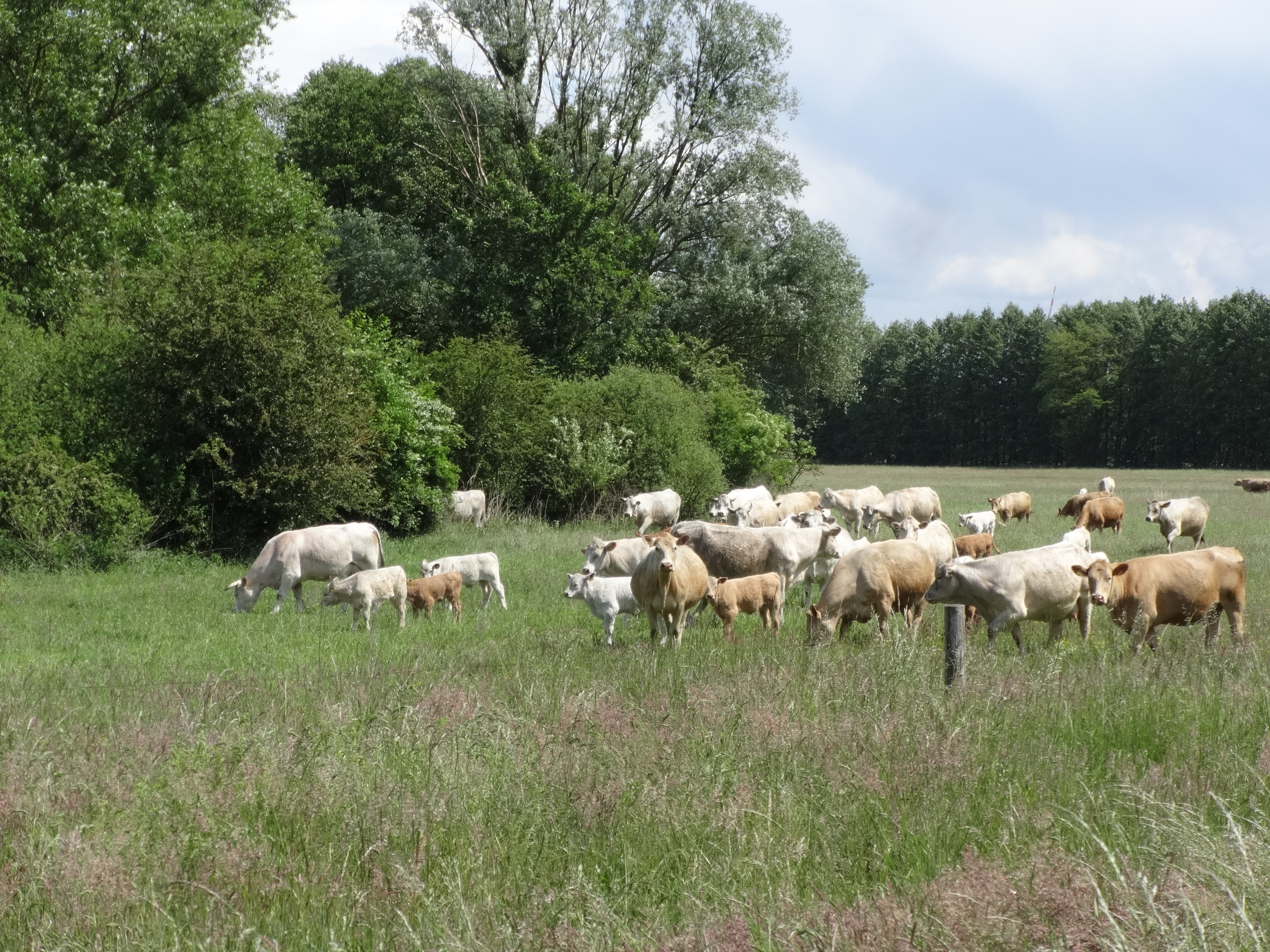
Lichtenower Mühlenfließ
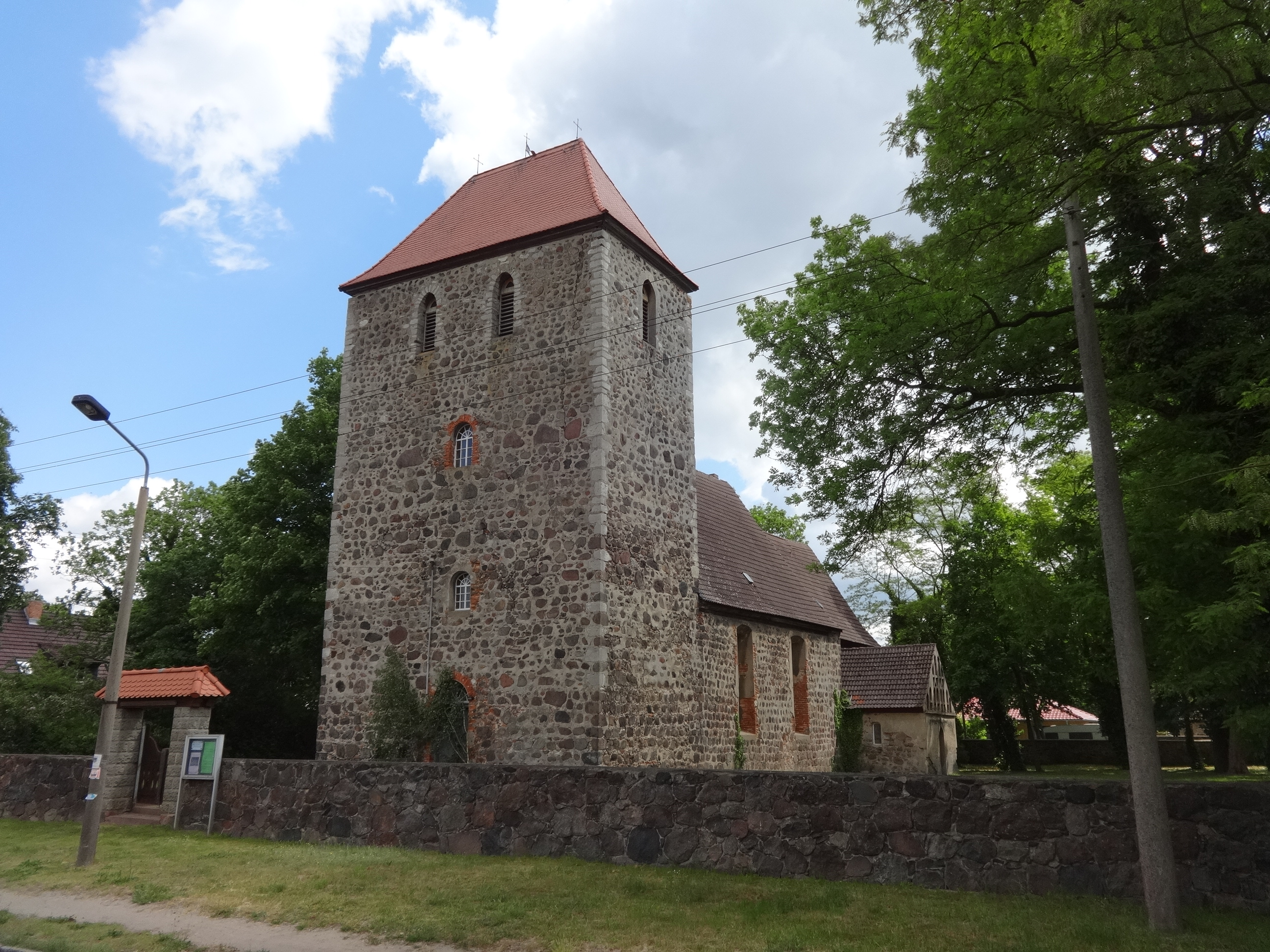
Dorfkirche Rehfelde